# Moussa Mostafa Moussa
Moussa Mostafa Moussa (in arabo موسى مصطفى موسى‎?; Giza, 13 luglio 1952) è un architetto e politico egiziano, leader del partito El-Ghad dal 2005.
È stato l'unico candidato alternativo ad Abdel Fattah al-Sisi alle elezioni presidenziali egiziane del 2018, non risultando eletto.